# Pallacanestro ai Giochi della XXIX Olimpiade - Torneo maschile
Il torneo maschile di pallacanestro ai Giochi della XXIX Olimpiade ha avuto inizio il 10 agosto 2008 e si è concluso con la finale del 24 agosto.
Gli Stati Uniti sconfissero in finale la Spagna con il risultato di 118-107; il bronzo andò all'Argentina.

## Risultati

### Fase preliminare
La prima fase a gruppi prevede che le prime quattro squadre di ciascun gruppo accedano ai quarti di finale.

#### Gruppo A
| Squadra   | Pt | G | V | P | PF  | PS  | DP   |
| --------- | -- | - | - | - | --- | --- | ---- |
| Lituania  | 9  | 5 | 4 | 1 | 425 | 400 | +25  |
| Argentina | 9  | 5 | 4 | 1 | 425 | 361 | +64  |
| Croazia   | 8  | 5 | 3 | 2 | 399 | 380 | +19  |
| Australia | 8  | 5 | 3 | 2 | 457 | 405 | +52  |
| Russia    | 6  | 5 | 1 | 4 | 387 | 406 | -19  |
| Iran      | 5  | 5 | 0 | 5 | 323 | 464 | -141 |

##### Risultati
| Pechino 10 agosto 2008, ore 09:00 UTC+8 | Russia | 71 – 49 referto | Iran | Wukesong Indoor Stadium |

| Pechino 10 agosto 2008, ore 16:45 UTC+8 | Lituania | 79 – 75 referto | Argentina | Wukesong Indoor Stadium |

| Pechino 10 agosto 2008, ore 20:00 UTC+8 | Australia | 82 – 97 referto | Croazia | Wukesong Indoor Stadium |

| Pechino 12 agosto 2008, ore 09:00 UTC+8 | Iran | 67 – 99 referto | Lituania | Wukesong Indoor Stadium |

| Pechino 12 agosto 2008, ore 11:15 UTC+8 | Croazia | 85 – 78 referto | Russia | Wukesong Indoor Stadium |

| Pechino 12 agosto 2008, ore 22:15 UTC+8 | Argentina | 85 – 68 referto | Australia | Wukesong Indoor Stadium |

| Pechino 14 agosto 2008, ore 11:15 UTC+8 | Australia | 106 – 68 referto | Iran | Wukesong Indoor Stadium |

| Pechino 14 agosto 2008, ore 16:45 UTC+8 | Lituania | 86 – 79 referto | Russia | Wukesong Indoor Stadium |

| Pechino 14 agosto 2008, ore 22:15 UTC+8 | Argentina | 77 – 53 referto | Croazia | Wukesong Indoor Stadium |

| Pechino 16 agosto 2008, ore 11:15 UTC+8 | Russia | 80 – 95 referto | Australia | Wukesong Indoor Stadium |

| Pechino 16 agosto 2008, ore 14:30 UTC+8 | Croazia | 73 – 86 referto | Lituania | Wukesong Indoor Stadium |

| Pechino 16 agosto 2008, ore 16:45 UTC+8 | Iran | 82 – 97 referto | Argentina | Wukesong Indoor Stadium |

| Pechino 18 agosto 2008, ore 09:00 UTC+8 | Iran | 57 – 91 referto | Croazia | Wukesong Indoor Stadium |

| Pechino 18 agosto 2008, ore 11:15 UTC+8 | Australia | 106 – 75 referto | Lituania | Wukesong Indoor Stadium |

| Pechino 18 agosto 2008, ore 22:15 UTC+8 | Argentina | 91 – 79 referto | Russia | Wukesong Indoor Stadium |

#### Gruppo B
| Squadra     | Pt | G | V | P | PF  | PS  | DP   |
| ----------- | -- | - | - | - | --- | --- | ---- |
| Stati Uniti | 10 | 5 | 5 | 0 | 515 | 354 | +161 |
| Spagna      | 9  | 5 | 4 | 1 | 418 | 369 | +49  |
| Grecia      | 8  | 5 | 3 | 2 | 415 | 375 | +40  |
| Cina        | 7  | 5 | 2 | 3 | 366 | 400 | -34  |
| Germania    | 6  | 5 | 1 | 4 | 330 | 390 | -60  |
| Angola      | 5  | 5 | 0 | 5 | 321 | 477 | -156 |

##### Risultati
| Pechino 10 agosto 2008, ore 11:15 UTC+8 | Germania | 95 – 66 referto | Angola | Wukesong Indoor Stadium |

| Pechino 10 agosto 2008, ore 14:30 UTC+8 | Spagna | 81 – 66 referto | Grecia | Wukesong Indoor Stadium |

| Pechino 10 agosto 2008, ore 22:15 UTC+8 | Stati Uniti | 101 – 70 referto | Cina | Wukesong Indoor Stadium |

| Pechino 12 agosto 2008, ore 14:30 UTC+8 | Grecia | 87 – 74 referto | Germania | Wukesong Indoor Stadium |

| Pechino 12 agosto 2008, ore 16:45 UTC+8 | Cina | 75 – 85 (d.t.s.) referto | Spagna | Wukesong Indoor Stadium |

| Pechino 12 agosto 2008, ore 20:00 UTC+8 | Angola | 76 – 97 referto | Stati Uniti | Wukesong Indoor Stadium |

| Pechino 14 agosto 2008, ore 09:00 UTC+8 | Germania | 59 – 72 referto | Spagna | Wukesong Indoor Stadium |

| Pechino 14 agosto 2008, ore 14:30 UTC+8 | Angola | 68 – 85 referto | Cina | Wukesong Indoor Stadium |

| Pechino 14 agosto 2008, ore 20:00 UTC+8 | Stati Uniti | 92 – 69 referto | Grecia | Wukesong Indoor Stadium |

| Pechino 16 agosto 2008, ore 09:00 UTC+8 | Grecia | 102 – 61 referto | Angola | Wukesong Indoor Stadium |

| Pechino 16 agosto 2008, ore 20:00 UTC+8 | Cina | 59 – 55 referto | Germania | Wukesong Indoor Stadium |

| Pechino 16 agosto 2008, ore 22:15 UTC+8 | Spagna | 82 – 119 referto | Stati Uniti | Wukesong Indoor Stadium |

| Pechino 18 agosto 2008, ore 14:30 UTC+8 | Grecia | 91 – 77 referto | Cina | Wukesong Indoor Stadium |

| Pechino 18 agosto 2008, ore 16:45 UTC+8 | Angola | 50 – 98 referto | Spagna | Wukesong Indoor Stadium |

| Pechino 18 agosto 2008, ore 20:00 UTC+8 | Stati Uniti | 106 – 57 referto | Germania | Wukesong Indoor Stadium |

### Fase ad eliminazione diretta
|  | Quarti 20 agosto | Quarti 20 agosto |             |          | Semifinali 22 agosto | Semifinali 22 agosto |  |  | Finali 24 agosto | Finali 24 agosto |
|  |                  |                  |             |          |                      |                      |  |  |                  |                  |
|  |                  |                  |             |          |                      |                      |  |  |                  |                  |
|  |                  |                  |             |          |                      |                      |  |  |                  |                  |
|  | Argentina        | 80               |             |          |                      |                      |  |  |                  |                  |
|  | Argentina        | 80               |             |          |                      |                      |  |  |                  |                  |
|  | Grecia           | 78               |             |          |                      |                      |  |  |                  |                  |
|  | Grecia           | 78               | Argentina   | 81       |                      |                      |  |  |                  |                  |
|  |                  |                  | Argentina   | 81       |                      |                      |  |  |                  |                  |
|  |                  | Stati Uniti      | 101         |          |                      |                      |  |  |                  |                  |
|  | Stati Uniti      | Stati Uniti      | 101         | 116      |                      |                      |  |  |                  |                  |
|  | Stati Uniti      |                  |             | 116      |                      |                      |  |  |                  |                  |
|  | Australia        | 85               |             |          |                      |                      |  |  |                  |                  |
|  | Australia        | 85               | Stati Uniti | 118      |                      |                      |  |  |                  |                  |
|  |                  |                  | Stati Uniti | 118      |                      |                      |  |  |                  |                  |
|  |                  | Spagna           | 107         |          |                      |                      |  |  |                  |                  |
|  | Spagna           | Spagna           | 107         | 72       |                      |                      |  |  |                  |                  |
|  | Spagna           |                  |             | 72       |                      |                      |  |  |                  |                  |
|  | Croazia          | 59               |             |          |                      |                      |  |  |                  |                  |
|  | Croazia          | 59               | Spagna      | 91       | 3º posto             | 3º posto             |  |  |                  |                  |
|  |                  |                  | Spagna      | 91       | 3º posto             | 3º posto             |  |  |                  |                  |
|  |                  | Lituania         | 86          |          |                      |                      |  |  |                  |                  |
|  | Lituania         | Lituania         | 86          | 94       | Argentina            | 87                   |  |  |                  |                  |
|  | Lituania         |                  |             | 94       | Argentina            | 87                   |  |  |                  |                  |
|  | Cina             | 68               |             | Lituania | 75                   |                      |  |  |                  |                  |
|  | Cina             | 68               |             |          | 75                   |                      |  |  |                  |                  |
|  |                  |                  |             |          |                      |                      |  |  |                  |                  |
|  |                  |                  |             |          |                      |                      |  |  |                  |                  |

#### Quarti di finale
| Arbitri: | Nikolaos Zavlanos Petr Sudek Luigi Lamonica |

|                      |          |                   |
| P. Gasol 20          | Punti    | 15 Banić          |
| Calderón, P. Gasol 2 | Assist   | 2 Kus, Nicević    |
| P. Gasol 10          | Rimbalzi | 5 Banić, Planinić |

| Arbitri: | Nikolaos Pitsilkas Eddie Rush Michael Aylen |

|                 |          |        |
| Jasikevičius 23 | Punti    | 19 Yao |
| Jasikevičius 6  | Assist   | 3 Yao  |
| Kleiza 7        | Rimbalzi | 9 Yi   |

| Arbitri: | Juan Arteaga Reynaldo Mercedes Lijun Ma |

|                     |          |               |
| Bryant 25           | Punti    | 20 Mills      |
| quattro giocatori 3 | Assist   | 3 Newley      |
| James 9             | Rimbalzi | 6 Worthington |

| Arbitri: | Romualdas Brazauskas Carl Jungebrand Jose Carrion |

|             |          |              |
| Ginóbili 24 | Punti    | 17 Fōtsīs    |
| Prigioni 3  | Assist   | 4 Papaloukas |
| Scola 8     | Rimbalzi | 10 Fōtsīs    |

#### Semifinali
| Arbitri: | Nikolaos Pitsilkas Reynaldo Mercedes Cristiano Maranho |

|             |          |                           |
| P. Gasol 19 | Punti    | 19 Jasaitis, Jasikevičius |
| Rubio 4     | Assist   | 6 Jasikevičius            |
| Jiménez 7   | Rimbalzi | 8 Jasaitis                |

| Arbitri: | Luigi Lamonica Ilija Belošević Michael Aylen |

|            |          |            |
| Scola 28   | Punti    | 21 Anthony |
| Prigioni 3 | Assist   | 7 Kidd     |
| Scola 11   | Rimbalzi | 10 Bosh    |

#### Finali

##### Finale 3º-4º posto
| Arbitri: | Eddie Rush Jose Carrion Fabio Facchini |

|                             |          |            |
| Šiškauskas 15               | Punti    | 20 Delfino |
| Jasikevičius 3              | Assist   | 7 Prigioni |
| K. Lavrinovič, Šiškauskas 6 | Rimbalzi | 10 Delfino |

##### Finale 1º-2º posto
| Arbitri: | Romualdas Brazauskas Pablo Estevez Carl Jungebrand |

| |            |                                                                                              |
| Fernández 22 | Punti      | 27 Wade                                                                                      |
| Navarro 4 | Assist     | 6 Bryant                                                                                     |
| Reyes 7 | Rimbalzi   | 7 Bosh                                                                                       |
| P. Gasol, Reyes, Rubio, Jiménez, Navarro Fernández, López, Rodríguez, M.Gasol, Mumbrú, Garbajosa n.e.: Calderón | Formazioni | Howard, James, Bryant, Anthony, Kidd D.Williams, Wade, Bosh, Paul, Prince n.e.: Redd, Boozer |
| Aíto García Reneses                                                                                             | Allenatori | Mike Krzyzewski                                                                              |

## Classifica finale
| Campione olimpico | Campione olimpico | Campione olimpico | Campione olimpico |
| --- | ----------------- | --- | ----------------- |
| Stati Uniti 4 Boozer, 5 Kidd, 6 James, 7 Williams, 8 Redd, 9 Wade, 10 Bryant, 11 Howard, 12 Bosh, 13 Paul, 14 Prince, 15 Anthony, All. Mike Krzyzewski |                   | |                   |
| Pos. | Squadra           | Formazione |                   |
| Argento | Spagna            | Spagna4 P. Gasol, 5 Fernández, 6 López, 7 Navarro, 8 Calderón, 9 Reyes, 10 Jiménez, 11 Rubio, 12 Rodríguez, 13 M. Gasol, 14 Mumbrú, 15 Garbajosa, All. Aíto García Reneses                                |                   |
| Bronzo | Argentina         | Argentina4 Scola, 5 Ginóbili, 6 González, 7 Oberto, 8 Prigioni, 9 Porta, 10 Delfino, 11 Quinteros, 12 L. Gutiérrez, 13 Nocioni, 14 J.P. Gutiérrez, 15 Kammerichs, All. Sergio Hernández                   |                   |
| 4. | Lituania          | Lituania4 Kaukėnas, 5 Lukauskis, 6 Mačiulis, 7 D. Lavrinovič, 8 Šiškauskas, 9 Prekevičius, 10 Jasaitis, 11 Kleiza, 12 K. Lavrinovič, 13 Jasikevičius, 14 Petravičius, 15 Javtokas, All. Ramūnas Butautas  |                   |
| 5. | Grecia            | Grecia4 Papaloukas, 5 Mpourousīs, 6 Zīsīs, 7 Spanoulīs, 8 Vasilopoulos, 9 Fōtsīs, 10 Printezīs, 11 Glyniadakīs, 12 Tsartsarīs, 13 Diamantidīs, 14 Schortsianitīs, 15 Pelekanos, All. Panagiōtīs Giannakīs |                   |
| 6. | Croazia           | Croazia4 Ukić, 5 Kus, 6 Popović, 7 Rozić, 8 Prkačin, 9 Tomas, 10 Planinić, 11 Nicević, 12 Rudež, 13 Banić, 14 Lončar, 15 Barać, All. Jasmin Repeša                                                        |                   |
| 7. | Australia         | Australia4 Anstey, 5 Mills, 6 Bogut, 7 Ingles, 8 Newley, 9 Bruton, 10 Barlow, 11 Worthington, 12 Saville, 13 Andersen, 14 Nielsen, 15 Redhage, All. Brian Goorjian                                        |                   |
| 8. | Cina              | Cina4 Chen, 5 Liu, 6 Zhang, 7 Wang S., 8 Zhu, 9 Sun, 10 Li, 11 Yi, 12 Wang L., 13 Yao, 14 Wang Z., 15 Du, All. Jonas Kazlauskas                                                                           |                   |
| 9. | Russia            | Russia4 Voroncevič, 5 Holden, 6 Bykov, 7 Kirilenko, 8 Morgunov, 9 Samojlenko, 10 Chrjapa, 11 Z. Pašutin, 12 Monja, 13 Fridzon, 14 Savrasenko, 15 Kejru, All. David Blatt                                  |                   |
| 10. | Germania          | Germania4 Ohlbrecht, 5 Zwiener, 6 Schultze, 7 Garrett, 8 Wysocki, 9 Hamann, 10 Greene, 11 Roller, 12 Kaman, 13 Femerling, 14 Nowitzki, 15 Jagla, All. Dirk Bauermann                                      |                   |
| 11. | Iran              | Iran4 Doraghi, 5 Amini, 6 Davari, 7 Kamrani, 8 Davarpanah, 9 Zandi, 10 Afagh, 11 Sohrabnejad, 12 Sahakian, 13 Nabipour, 14 Bahrami, 15 Haddadi, All. Rajko Toroman                                        |                   |
| 12. | Angola            | Angola4 Cipriano, 5 A. Costa, 6 Morais, 7 Barros, 8 L. Costa, 9 Jerónimo, 10 Gomes, 11 Ambrósio, 12 Moussa, 13 Almeida, 14 Paulo, 15 Mingas, All. Alberto de Carvalho                                     |                   |

## Statistiche
| Pos. | Punti a partita       | P/P  |
| ---- | --------------------- | ---- |
| 1.   | Pau Gasol             | 19,6 |
| 2.   | Yao Ming              | 19,0 |
| 3.   | Luis Scola            | 18,9 |
| 4.   | Emanuel Ginóbili      | 17,7 |
| 5.   | J.R. Holden           | 17,6 |
| 6.   | Samad Nikkhah Bahrami | 17,2 |
| 7.   | Dirk Nowitzki         | 17,0 |
| 8.   | Hamed Haddadi         | 16,6 |
| 9.   | Dwyane Wade           | 16,0 |
| 10.  | Andrej Kirilenko      | 15,8 |

| Pos. | Rimbalzi a partita | R/P  |
| ---- | ------------------ | ---- |
| 1.   | Hamed Haddadi      | 11,2 |
| 2.   | Dirk Nowitzki      | 8,4  |
| 3.   | Yao Ming           | 8,2  |
| 4.   | Yi Jianlian        | 7,5  |
| 5.   | Pau Gasol          | 7,0  |
| 6.   | Antōnīs Fōtsīs     | 6,7  |
| 7.   | Luis Scola         | 6,6  |
| 8.   | Viktor Chrjapa     | 6,5  |
| 9.   | Andrej Kirilenko   | 6,4  |
| 10.  | Andrés Nocioni     | 6,3  |

| Pos. | Assist a partita     | A/P |
| ---- | -------------------- | --- |
| 1.   | Šarūnas Jasikevičius | 5,3 |
| 2.   | J.R. Holden          | 4,8 |
| 3.   | Pablo Prigioni       | 4,6 |
| 4.   | Chris Paul           | 4,1 |
| 5.   | Emanuel Ginóbili     | 3,9 |
| 6.   | LeBron James         | 3,8 |
| 7.   | Andrej Kirilenko     | 3,4 |
| 8.   | Ricky Rubio          | 3,0 |
| 9.   | C.J. Bruton          | 3,0 |
| 10.  | Vasilīs Spanoulīs    | 3,0 |

| Pos. | Palle rubate a partita | R/P |
| ---- | ---------------------- | --- |
| 1.   | Pablo Prigioni         | 2,6 |
| 2.   | Andrej Kirilenko       | 2,6 |
| 3.   | LeBron James           | 2,4 |
| 4.   | Chris Paul             | 2,3 |
| 5.   | Dwyane Wade            | 2,3 |

| Pos. | Stoppate a partita | S/P |
| ---- | ------------------ | --- |
| 1.   | Hamed Haddadi      | 2,6 |
| 2.   | Andrej Kirilenko   | 2,2 |
| 3.   | Kšyštof Lavrinovič | 1,5 |
| 4.   | Yao Ming           | 1,5 |
| 5.   | Pau Gasol          | 1,1 |